# Anaea nesea
Anaea nesea är en fjärilsart som beskrevs av Jean Baptiste Godart 1824. Anaea nesea ingår i släktet Anaea och familjen praktfjärilar. Inga underarter finns listade i Catalogue of Life.